# Серобактерии

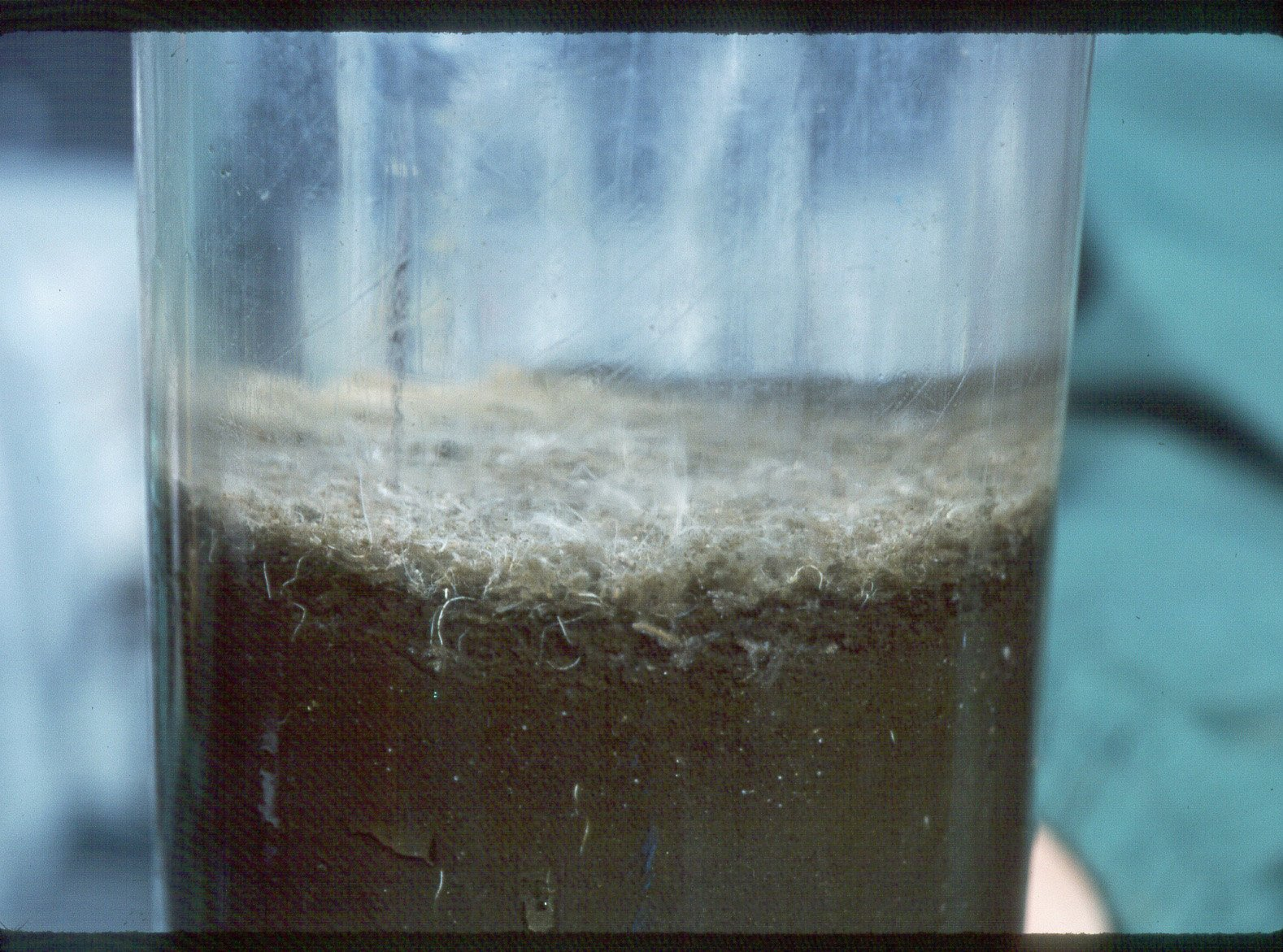
Пример бактериального мата Thioploca

Серобактерии (Тиобактерии) — весьма разнородная группа прокариотов, окисляющих восстановленные соединения серы.
К серобактериям относят многие фототрофные бактерии (пурпурные и зелёные серобактерии, некоторые цианобактерии), а также целый ряд нефотосинтезирующих (бесцветных серых) бактерий (с особенно низкой степенью родства, даже внутри родов). Обитают в пресных и солёных водах. Изучение серобактерий послужило С. Н. Виноградскому основанием для установления хемосинтеза.

## Особенности метаболизма
Энергию для синтеза органических веществ они получают, окисляя сероводород
{\displaystyle {\mathsf {2H_{2}S+O_{2}\longrightarrow 2H_{2}O+2S}}}
или другие восстановленные соединения серы: сульфиды металлов, полисульфиды, неорганические тиосульфаты, политионаты, молекулярную серу.
Основным продуктом окисления соединений серы являются сульфаты. Некоторые серобактерии способны к неполному окислению — например, до элементарной серы. Некоторые из таких бактерии способны накапливать хлопья серы в клетках (pоды Chromatiaceae) или вне клеток (рода из группы зелёных серных, pоды Ectothiorhodospiraceae) и в условиях нехватки сероводорода окислять их дальше, до сульфат-иона:
{\displaystyle {\mathsf {2S+3O_{2}+2H_{2}O\longrightarrow 2H_{2}SO_{4}+Q}}}
Промежуточными продуктами окисления являются тиосульфат-ион (S2O32-), сульфит-ион (SO32-), тетратионат-ион (S4O62-).

## Представители
- Тип Протеобактерии
  - Класс Alphaproteobacteria
    - Род Thiosphaera

  - Класс Betaproteobacteria
    - Род Macromonas
    - Род Thermothrix
    - Род Thiobacillus

  - Класс Gammaproteobacteria
    - Род Achromatium
    - Род Beggiatoa
    - Род Thiobacterium
    - Род Thiomicrospira
    - Род Thioploca
    - Род Thiothrix

  - Класс Epsilonproteobacteria
    - Род Thiovulum

Бактерии, способные к микролитотрофии с использованием восстановленных соединений серы или способные окислять соединения серы, не используя их в качестве источника энергии:
- Тип Протеобактерии
  - Класс Alphaproteobacteria
    - Род Hyphomicrobium
    - Род Paracoccus

  - Класс Betaproteobacteria
    - Род Alcaligenes

  - Класс Gammaproteobacteria
    - Род Pseudomonas
- Тип Aquificae

- Род Hydrogenobacter

Пурпурные серобактерии:
- Семейство Chromatiaceae
- Семейство Ectothiorhodospiraceae

Зелёные серобактерии:
- Тип Chlorobi
  - Семейство Chlorobiaceae (все роды)

Представители цианобактерий
Сульфидоокисляющие археи:
- Тип Кренархеоты
  - Класс Thermoprotei
    - Род Acidianus
    - Род Sulfolobus

## Экология
Известны симбиозы сульфидокисляющих бактерий с трубчатыми червями и моллюсками, обитающими в донных гидротермах, а также с моллюсками, морскими ежами и другими беспозвоночными, обитающими на границе кислородной и бескислородной зоны литоральных илов.
Серные бактерии, образуя серную кислоту, способствуют разрушению горных пород, каменных и металлических сооружений. Колоссальное количество серных бактерий имеется в Чёрном море, где на глубине около 200 м вода насыщена сероводородом.
Илы, содержащие серобактерий, применяют для очистки сточных вод от сероводорода (за счёт превращения его в сульфат), а также для выщелачивания сульфидных руд. Предлагают использовать для очистки стоков штаммы бактерий, окисляющие сульфид до элементарной серы — это решает проблемы необходимости аэрации (для аэробных серобактерий), утечки сероводорода в атмосферу (издержки аэрации), коррозии труб, закисления почв и активации сульфатредукторов в местах выхода сточных вод. Закисление почв, прежде богатых сульфидами, в результате деятельности сульфидокислителей бывает весьма значительным (до pH = 1), что делает такие почвы непригодными для растений. Также известны случаи коррозии бетонных конструкций (например, канализационных труб) с участием этих бактерий — бетон содержит серу, которую серобактерии окисляют до сульфата, что повышает концентрацию протонов в растворе у поверхности труб — что, в свою очередь, ведёт к растворению карбонатов, входящих в состав бетона, и к интенсивному разрушению труб.